# 曼奇塔
曼奇塔（西班牙語：Manchita），是西班牙埃斯特雷马杜拉巴达霍斯省的一个市镇。总面积38平方公里，2018年普查人口總數為763人，人口密度為每平方公里20人。